# Camisano Vicentino
Camisano Vicentino – miejscowość i gmina we Włoszech, w regionie Wenecja Euganejska, w prowincji Vicenza.
Według danych na rok 2004 gminę zamieszkiwało 8466 osób, 282,2 os./km².